# Altagène
Altagène (Corsicaans: Altaghjè; Italiaans: Altagene) is een gemeente in het Franse departement Corse-du-Sud (regio Corsica) en telt 52 inwoners (2009).

## Geografie
De oppervlakte bedraagt 4,77 km² met een bevolkingsdichtheid van 12 inwoners per km² (2021).

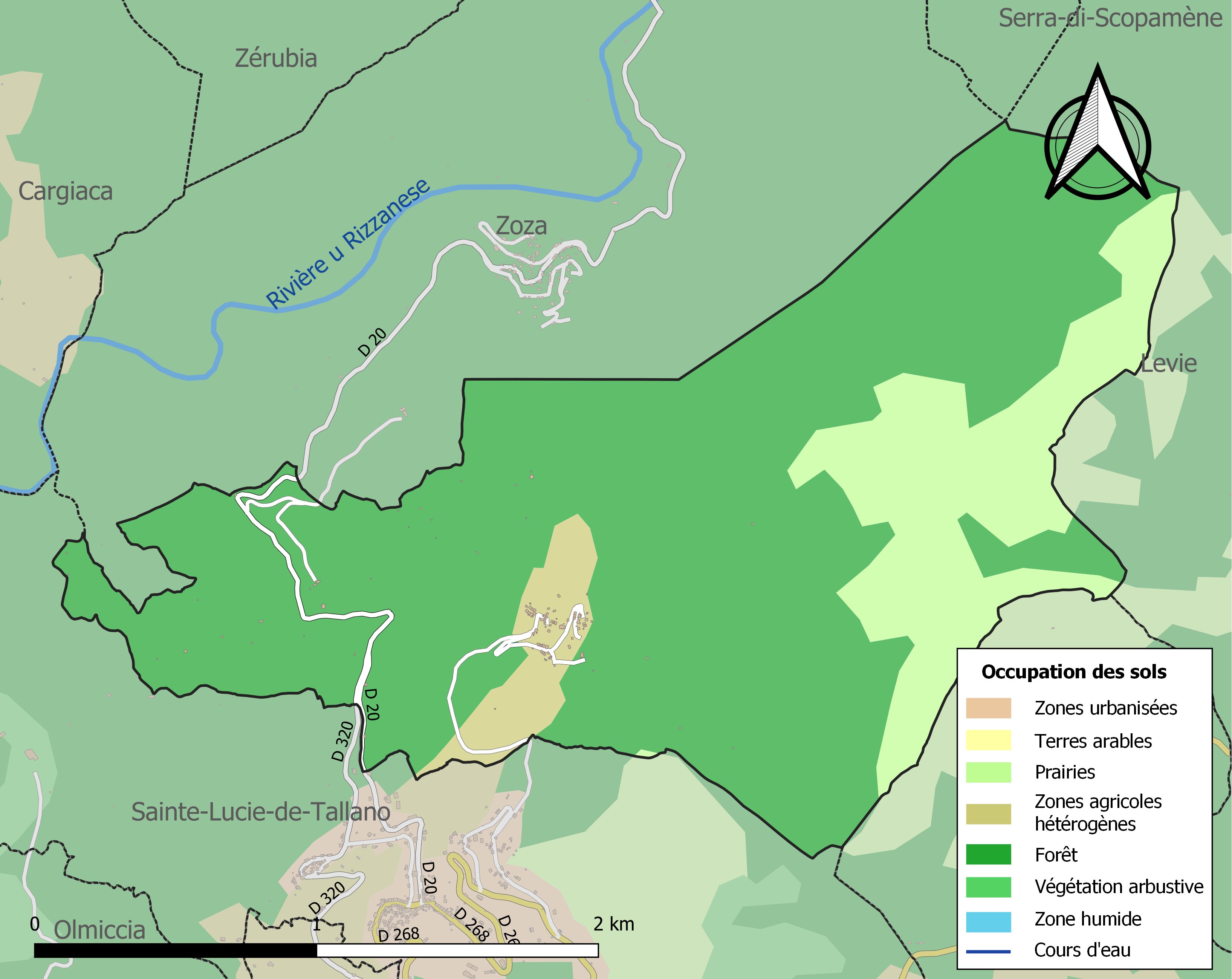
Kaart van de gemeente met de belangrijkste infrastructuur, bodemgebruik en omliggende gemeenten

## Demografie
Onderstaande figuur toont het verloop van het inwonertal (bron: INSEE-tellingen).

Vanwege een beveiligingsprobleem met de MediaWiki Graph-software is het momenteel niet mogelijk deze grafiek weer te geven. Zodra de software is bijgewerkt zal de grafiek vanzelf weer zichtbaar worden.